# 波洛内
波洛内（義大利語：Pollone），是意大利比耶拉省的一个市镇。总面积16平方公里，人口2196人，人口密度137.3人/平方公里（2009年）。ISTAT代码为096046。